# Musiktherapeutische Umschau
Die Musiktherapeutische Umschau ist eine Zeitschrift zur Musiktherapie, die von der Deutschen Musiktherapeutischen Gesellschaft (DMtG) herausgegeben wird.
Die erstmals 1980 erschienene Zeitschrift berichtet über die Grundlagenforschung, erörtert Fragen der Ausbildung und dokumentiert anhand von Fallbeispielen Möglichkeiten und Probleme des beruflichen Alltages der Musiktherapeuten. Der aktuelle Teil enthält interdisziplinäre Berichte, Veranstaltungshinweise und Rezensionen fachrelevanter Neuerscheinungen.

## Erscheinen
Die Zeitschrift wird veröffentlicht vom Verlag Vandenhoeck & Ruprecht (ISSN 0172-5505) in 4 Heften pro Jahr.

## Johannes Th. Eschen-Förderpreis
Seit dem Jahr 2000 schreibt die Redaktion der Musiktherapeutischen Umschau in Zusammenarbeit mit der Deutschen Gesellschaft für Musiktherapie, jetzt Deutsche Musiktherapeutische Gesellschaft, alle zwei Jahre den Johannes Th. Eschen-Förderpreis aus. Er ist benannt nach dem 2013 verstorbenen deutschen Musiktherapeuten Johannes Th. Eschen.
Der Preis soll junge musiktherapeutische Autorinnen und Autoren unterstützen und auf ihre Arbeiten aufmerksam machen. Der Preis wird an bis zu drei Personen vergeben. Die bisherigen Preisträgerinnen und Preisträger waren:
- 2000: Ulrike Mönter, Susanne Heinze, Dorothea Schönhals-Schlaudt
- 2002: Monika Lagler, Karin Mössler
- 2004: Ulla Pfefferle, Juliane Stein, Isabell Paduch, Eva Phan Quoc
- 2006: Britta Warme, Regina Weiß, Julia Scholtz
- 2008: Monika Esslinger, Saya Shiobara, Agnes Burghardt
- 2010: Karin Holzwarth, Monika Kern
- 2012: David Kierspel, Lukas Hartl, Stefanie Hoffmann
- 2014: Sina Glomb, Eva-Maria Eidenberg
- 2016: Jacqueline Stohler, Susanne Korn, Isolde Binzer
- 2018: Anita Neudorfer, Daniela Lechner
- 2020: Dominik Denkmayr, Marlene Emminger[1]

## Gertrud Katja Loos-Medaille
Mit der nach der Musiktherapeutin Gertrud Katja Loos benannten Medaille werden Personen oder Institutionen von überregionaler Bedeutung geehrt, die sich in besonderem Maße für die Musiktherapie eingesetzt haben, selbst jedoch nicht musiktherapeutisch tätig sind. Die Medaille zeigt eine Muschelhornspieler, einer Fotografie einer 2000 v. Chr. datierten Gemme aus einem Museum in Iraklion.
Bisherige Preisträger waren
- 2001: Volker Bernius und wissenschaftliche Leitung der Psychotherapiewochen Lindau
- 2002: Hermann Rauhe
- 2003: Andreas-Tobias-Kind-Stiftung
- 2005: Horst Kächele
- 2006: David Aldridge
- 2007: Paul Rothenfußer
- 2011: Peter Petersen (Psychoanalytiker)
- 2013: Deutsche Kammerphilharmonie Bremen
- 2018: Gerald Hüther
- 2020: Helmut Röhrborn[2]

## Mediengestützte zertifizierte Fortbildung
Seit 2013 bietet die Musiktherapeutische Umschau regelmäßig CME-Artikel an, durch die Fortbildungspunkte bei der Psychotherapeutenkammer Niedersachsen erworben werden können. Dazu stehen entsprechende Online-Fragebögen zu den Inhalten dieser Artikel zur Verfügung.